# Francine Rivers
Francine Sandra Rivers (* 1947) ist eine US-amerikanische Schriftstellerin und hat Bestseller verfasst. Sie verarbeitet christliche Themen in ihren zahlreichen Romanen. Auch im deutschen Sprachraum ist Rivers – vor allem mit ihrer Hadassa-Trilogie – einem größeren Publikum bekannt geworden.

## Bibliografie

### Serien
Hadassa
1. Hadassa – eine Sklavin in Rom. OT: Voice in the Wind, Übers. Friedemann Lux, St.Johannis Druckerei 1995, Gerth Medien 2013 (überarb.)
2. Rapha. Ephesus – An den Türen des Todes. OT: Echo in the Darkness, Übers. Friedemann Lux, St.Johannis Druckerei 1995, Gerth Medien 2014 (überarb.)
3. Atretes – Flucht nach Germanien. OT: Sure as the Dawn, Übers. Friedemann Lux, St.Johannis Druckerei 1995, Gerth Medien 2014 (überarb.)

Lineage of Grace
1. Frau der Hoffnung – Tamar. OT: Unveiled, Übers. Friedemann Lux, St.Johannis Druckerei 2001
2. Frau des Glaubens – Rahab. OT: Unashamed, Übers. Friedemann Lux, St.Johannis Druckerei 2002
3. Frau der Liebe – Ruth. OT: Unshaken, Übers. Friedemann Lux, St.Johannis Druckerei 2002
4. Frau die Gnade fand – Batseba. OT: Unspoken, Übers. Friedemann Lux, St.Johannis Druckerei 2003
5. Frau des Gehorsams – Maria. OT: Unafraid, Übers. Friedemann Lux, St.Johannis Druckerei 2003
6. Saat des Segens (Sammelband Tamar, Rahab, Ruth, Batseba und Maria). OT: A Lineage of Grace. Gerth Medien 2017 (überarb.)

Söhne der Ermutigung
1. Der Priester – Aaron. OT: The Priest, Übers. Eva Weyandt, St.Johannis Druckerei 2004
2. Der Krieger – Kaleb. OT: The Warrior, Übers. Eva Weyandt, St.Johannis Druckerei 2005
3. Der Königssohn – Jonatan. OT: The Prince, Übers. Eva Weyandt, St.Johannis Druckerei 2006
4. Der Prophet – Amos. OT: The Prophet, Übers. Eva Weyandt, St.Johannis Druckerei 2007
5. Der Schreiber – Silas. OT: The Scribe, Übers. Eva Weyandt, St.Johannis Druckerei 2007

### Andere Bücher
- Zuerst war es nur Freundschaft. OT: Hearts Divided (1983), Übers. Viktoria Werner, Cora Verlag 1984
- Du mußt mir glauben, Annie. OT: Heart in Hiding (1984), Übers. Ursel von der Heiden, Cora Verlag 1990
- Orchideen für eine betörende Frau. OT: Pagan Heart (1985), Übers. Anne Silber, Cora Verlag 1985
- Liebe ist stark. OT: Redeeming Love (1991), Übers. Friedemann Lux, St.Johannis Druckerei 1998
- Sierra – der rote Faden des Lebens. OT: Scarlet Thread (1996), Übers. Friedemann Lux, St.Johannis Druckerei 1996, Gerth Medien 2016 (überarb.)
- Der die Schuld vergibt. OT: Atonement Child (1997), Übers. Friedemann Lux, St.Johannis Druckerei 1997
- Ein verzehrendes Geheimnis. OT: Last Sin Eater (1998), Übers. Friedemann Lux, St.Johannis Druckerei 1999
- Leotas Garten. OT: Leota's Garden (1999), Übers. Friedemann Lux, St.Johannis Druckerei 2000, Gerth Medien 2016 (überarb.)
- Der geheimnisvolle Schuhkarton. OT: Shoe Box – a Christmas Story (1999), Ill. Linda Graves, St.Johannis Druckerei 2000
- So stark wie das Leben. OT: And the Shofar Blew (2003), Übers. Friedemann Lux, St.Johannis Druckerei 2003
- Kinderbibel: 30 Menschen aus dem Alten und Neuen Testament. OT: Bible Stories for Growing Kids (2007), Übers. Eva Weyandt, Ill. Pascale Constantin, St.Johannis Druckerei 2008
- Die Sehnsucht ihrer Mutter. OT: Her Mother's Hope (2010), Übers. Eva Weyandt, St.Johannis Druckerei 2010, Gerth Medien 2016 (überarb.)
- Die Liebe findet dich. OT: Bridge to Heaven (2015). Gerth Medien 2015
- Die Hoffnung ihrer Tochter (Fortsetzung von "Sehnsucht ihrer Mutter"). OT: Her Daughter's Dream. Gerth Medien 2016
- Psalmen der Schöpfung - Wie Gott durch die Natur zu uns spricht. OT: Earth Psalms: Reflections on How God Speaks through Nature (2016). Gerth Medien 2018
- Das Meisterwerk. OT: The Masterpiece. Gerth Medien 2018
- Die Liebe ist stark. OT: Redeeming Love. Gerth Medien 2022
- Mein wildes, mutiges Herz. OT: The Lady's Mine. Gerth Medien 2022

### Nicht übersetzte Werke
- Sycamore Hill (1981)
- Rebel in his Arms (1982)
- This Golden Valley (2/1983)
- Sarina (11/1983)
- Kathleen (1984)
- Not so Wild a Dream (1985)
- Outlaw's Embrace (1986)
- Fire in the Heart (1987)

### Drehbücher
- Redeeming Love, 2022

## Auszeichnungen
- 1986 Rita Award für Not so Wild a Dream
- 1995 Rita Award für Echo in the Darkness
- 1997 Rita Award für Sure as the Dawn
- 1997 Rita Award für Scarlet Thread